# Coccothrinax crinita
Coccothrinax crinita (guano barbudo, guano petate, old man palm, palma petate) es una palmera de la familia de las arecáceas.

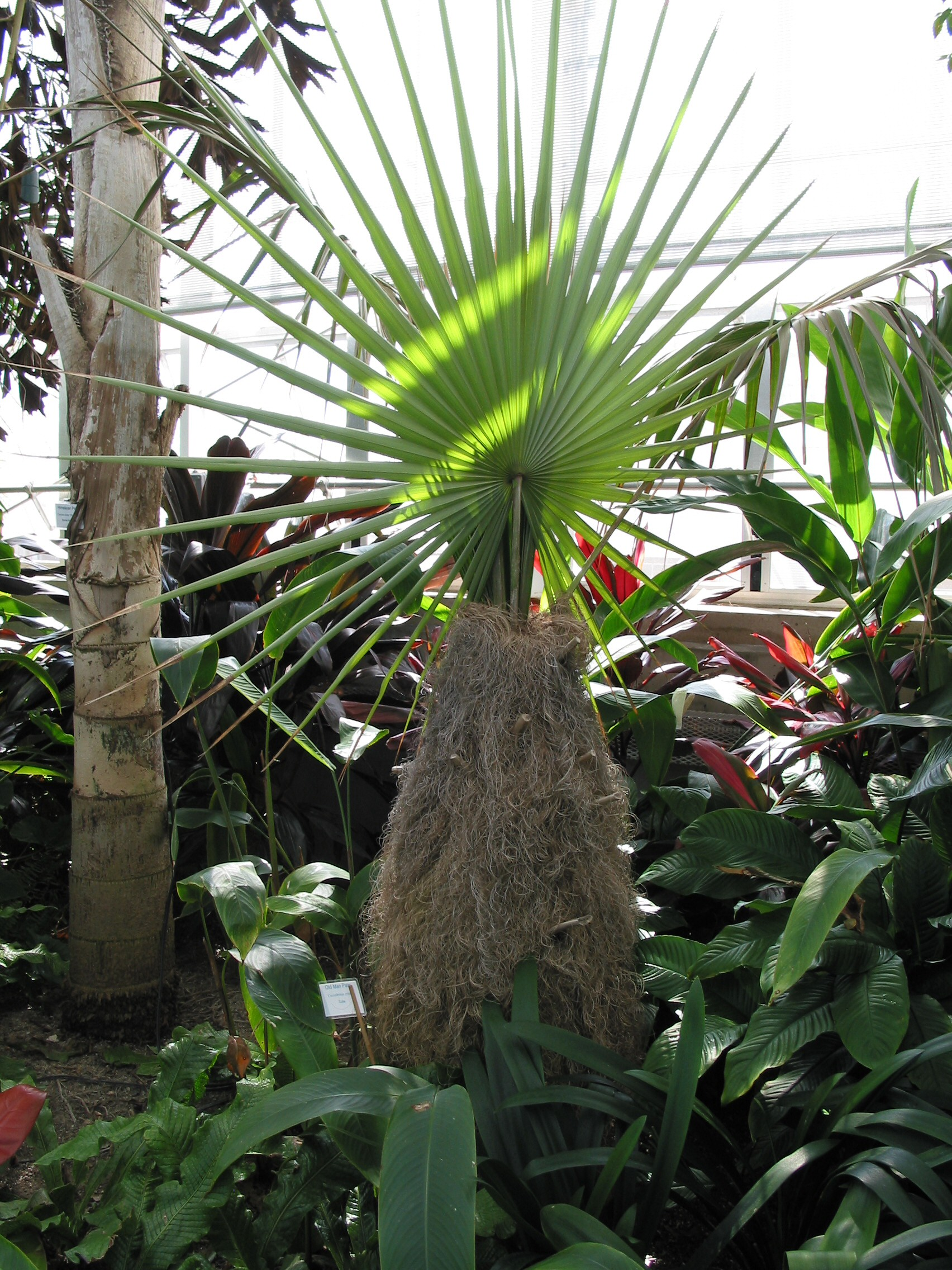
Vista de la planta

## Distribución
Es endémica de Cuba, de los alrededores del Pan de Guajaibón, en la provincia de Pinar del Río.

## Descripción
Junto con otros miembros del género Coccothrinax, C. crinita es una palmera con hojas de abanico.  Tronco de 2 a 10 metros y de 8 a 20 centímetros de diámetro.  El fruto es negro, 0.7-2 cm de diámetro. Las vainas desechas en fibras le dan la apariencia de un animal peludo.
Coccothrinax crinita es frecuentemente plantada como ornamental y sus hojas usadas para techar.

## Taxonomía
Coccothrinax crinita fue descrita por (Griseb. & H.Wendl. ex C.H.Wright) Becc. y publicado en Webbia 2: 334. 1907.
Etimología
Coccothrinax: nombre genérico que deriva probablemente de coco = "una baya", y la palma Thrinax nombre genérico.
crinita: epíteto latino que significa "melenuda".
Subespecies
Dos subespecies son reconocidas:
- Coccothrinax crinita subsp. brevicrinis Borhidi & O.Muñiz[8]
- C. crinita subsp. crinita.[9]

Sinonimia
- Antia crinita (Becc.) O.F.Cook
- Thrinax crinita Griseb. & H.Wendl. ex C.H.Wright[10][11][12]